# John Polanyi
John Charles Polanyi (sinh ngày 23 tháng 1 năm 1929) là nhà hóa học người Canada. Ông được trao Giải Nobel Hóa học năm 1986 cùng với Lý Viễn Triết và Dudley R. Herschbach. Cả ba đều giành giải thưởng này là vì họ đã chứng tỏ cách thức phản ứng hóa học cơ bản diễn ra.

## Chí thích
1. ↑  "Giải Nobel Hóa học năm 1986". Nobelprize.org. Truy cập ngày 6 tháng 10 năm 2008.